# 白洋舍

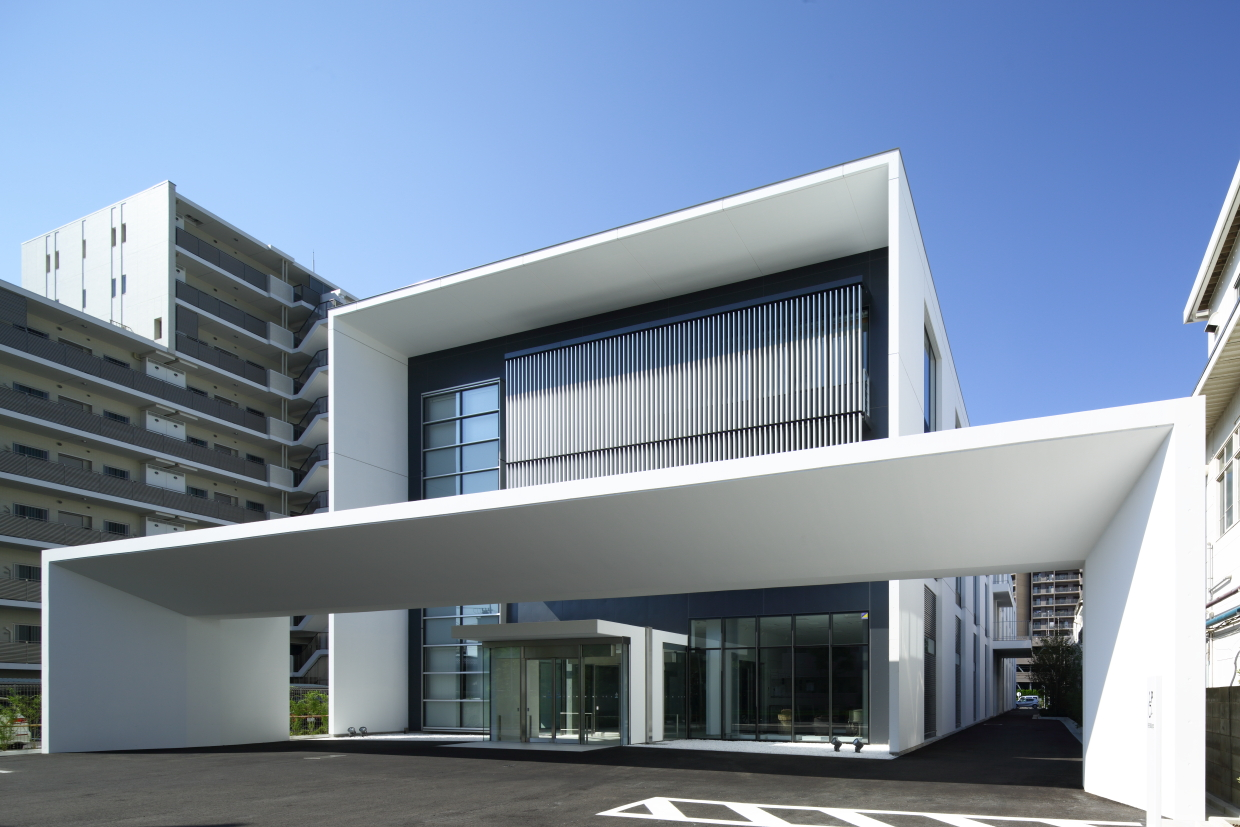
白洋舍本社

株式会社白洋舍（はくようしゃ）は、本社を東京都大田区に置く、日本のクリーニング業界最大手の老舗クリーニング会社である。「舍」は旧字のため常用漢字の「舎」を用いた白洋舎とも表記される。

## 沿革
- 1906年3月 - 五十嵐健治が日本橋にて洗濯店「白洋舍」を創業。
- 1907年7月 - ドライクリーニングを日本で初めて成功させる。
- 1920年5月 - 組織変更し、白洋舍クリーニング株式会社と名称変更。
- 1937年12月 - 株式会社白洋舍に社名変更。
- 1949年5月 - 東京証券取引所へ株式を上場（コード9731）。
- 2014年7月 - 本社を東京都大田区下丸子に移転。
- 2020年（令和2年）12月9日 - 大阪市中央区の淀屋橋駅西地区第一種市街地再開発事業の対象地に所在する淀屋橋ビルを住友商事に11億円で譲渡[3][4]。

## 社名の由来と三越との関係
白洋舍創業者五十嵐健治の半生は三浦綾子の小説『夕あり朝あり』に描かれた。
五十嵐は最初、北海道の開拓団に加わるが、順調ではなく、自殺を考えながら小樽の町をさまよっていた際、夜の明かりに引かれてキリスト教会に導かれ、自殺を思い留まった。19歳のときに五十嵐は洗礼を受け、クリスチャンとなる。その際信仰の先輩の会社を参考にしたとされる。
五十嵐が白洋舍を創業する前は職を転々とし、その中で洗濯屋とも出会う。のちに廣瀬商会を設立する廣瀬太次郎の紹介で百貨店の三越（現在は三越伊勢丹ホールディングス傘下）に在籍。10年間働き29歳の誕生日に独立。当時の三越の専務、日比翁助の許可をもらう。役員や三井グループなどの取引先を紹介してもらう。また三越から松坂屋（現：大丸松坂屋百貨店〈J.フロント リテイリング傘下〉）に役員が移った関係で最初の支店を名古屋に出すことになる。そのため松坂屋の本店に白洋舍の取次店が今でも存在する。また松坂屋と白洋舍はユニフォームレンタルの企業である栄リネンサプライに出資している。
なお社名に「舍」（旧字体）の字を使用している理由は、創業当初会社組織ではなかったために小屋を意味する「舍」の字を当てたため。新字体の「舎」を使用していないのは「突き出さず謙虚に世の中の方々に奉仕する心を常に持つ」ことを表す意味がある。

## 出店地域
2025年2月現在、北海道（道央地区のみ、白洋舍北海道リネンサプライが運営）、宮城県、埼玉県、千葉県、東京都、神奈川県、静岡県（静岡白洋舍が運営）、愛知県、岐阜県、三重県、滋賀県（草津市のみ）、京都府、大阪府、兵庫県、広島県（広島市・廿日市市のみ）、愛媛県（松山三越店のみ）、福岡県。奈良県は2024年に撤退している。
上記以外の県にある同名の同業者は、本項における白洋舍とは何の関係もない。また、静岡白洋舍は浜松市にも出店しているが、同市には浜松白洋舎という無関係な同業者がある。

## グループ会社
- 静岡白洋舍株式会社
- 東京ホールセール株式会社
- 東日本ホールセール株式会社
- 共同リネンサプライ株式会社
- 白洋舍栄リネンサプライ株式会社
- 株式会社双立
- 白洋舍北海道リネンサプライ株式会社 - 北海道旅客鉄道の寝台座席などの寝具、座席の背当て等のクリーニングを行う。北海道クリーン・システム保有株式の92.5％内の82.5%を白洋舍および廣瀬商会に売却し、JR北海道グループから抜け白洋舍のグループ会社となる[6]。2022年4月1日、札幌白洋舍株式会社を合併。
- Hakuyosha International,Inc.
- Dust-Tex Honolulu, Inc.
- 恒隆白洋舍有限公司